# 서포면
서포면(西浦面)은 대한민국 경상남도 사천시의 면이다. 넓이는 48.07km2이고, 인구는 2010년 기준으로 4,408명이다.

## 연혁
- 신라시대 : 한다사
- 통일신라시대 : 포촌현(浦村懸)에서 하읍현(河邑懸)
- 941년(고려 태조 23년) : 하읍현을 곤명현
- 1018년(고려 현종 9년) 8월 : 하동군 영현(領懸)에서 진주목(晉州牧)에 내속(來屬)
- 1419년(조선 세종 1년) :  곤남군
- 1437년(조선 세종 19년) : 행정구역 개편으로 곤양군 양포면과 서부면
- 1914년 : 곤양군이 폐지되면서 곤양군 서부면(西部面)과 양포면(兩浦面)을 통합하여, 서부면의 "서(西)"자와 양포면의 "포(浦)"자를 따서 서포면(西浦面)으로 하고 사천군에 편입하게 된 것이다.
- 1983년 2월 15일 서포면의 무고리와 맥사리가 분리되어 곤양면에 합병

## 행정 구역
- 구평리(舊坪里)
- 구랑리(九浪里)
- 금진리(金津里)
- 다평리(多坪里)
- 선전리(仙田里)
- 자혜리(自惠里)
- 조도리(措道里)
- 외구리(外鳩里)
- 비토리(飛兎里)
- 내구리(內鳩里)

## 교육
- 서포초등학교
- 서포중학교

## 문화
- 작도정사
- 갯지렁이초 (경상남도지정 기념물 제241호)
- 다평교회
- 비토섬
- 다맥어촌체험 마을
- 대포어촌체험 마을

## 출신 인물
- 최범술 - 승려이자 독립운동가, 교육자, 제헌국회의원
- 진만현 - 제29-30대 부산광역시 부시장
- 김수영 - 제5-7대 사천시장
- 김진태 - 제40대 감찰총장
- 김태석 - 제10대 평택지방해양수산청 청장

## 사건

### 사천 비토리 사건
1957년 8월 삼천포 영복원에 살던 한센인들이 농토 확보를 위해 사천 서포면의 비토리 섬에 건너가 개간을 하던 중, 비토리 및 서포면 주민 100여명의 공격을 받아 집단으로 피해를 입은 사건